# Fyens Stifts Sparekasse
Fyens Stifts Sparekasse var en sparekasse i Odense og en af landets ældste. Sparekassen blev i 1964 fusioneret med andre fynske sparekasser til Sparekassen Fyn, som i 1973 blev overtaget af Bikuben.

## Historie
Den blev grundlagt i 1816 under navnet Odense Byes Sparekasse. Den 1. januar 1832 blev den fortsat under sit endegyldige navn. Den blev stiftet af amtmand Jens Benzon (1767-1839), der ledede den til sin død i 1839. Han var en betydelig mand, der på flere områder gjorde sig fortjent ved samfundsgavnligt arbejde, navnlig af filantropisk art. Formålet med sparekassens oprettelse var at fremme sparsommeligheden, især hos den arbejdende og tjenende klasse. Virksomheden begyndte under meget små forhold i fattiggården i Overgade, men flyttedes i 1847 til lejede lokaler i en ejendom på Fisketorvet, som senere blev købt af sparekassen. På dette sted havde sparekassen siden til huse.

### Bygninger
Efterhånden som virksomheden udvidedes, blev forskellige omliggende ejendomme erhvervet, og der blev for at skaffe tilstrækkelig plads opført nye bygninger og foretaget store ombygningsarbejder, navnlig i 1874-75 (Carl Lendorf), 1896-97 (Alfred Petersen), 1910-11 (Bent Helweg-Møller) og 1930-32 (Knud Lehn Petersen). Fra 1905 var Emil Schwanenflügel bygningsinspektør for sparekassen. I 1966 blev dele af komplekset revet ned og erstattet af et nyt for Sparekassen Fyn ved Jørgen Stærmose.
Sparekassen ejede ejendommene Fisketorvet nr. 8-10, Dansestræde nr. 2-10 samt Stålstræde nr. 1-9 til en samlet ejendomsskyld af ca. 1 mio. kr. (1950).

### Data i 1950
Sparekassen modtog indskud på almindelige sparekassevilkår — også til udbetaling ved check — og på 3 og 6 måneders opsigelse; den havde desuden siden 1881 en sparemærkeafdeling for skolebørn og fra 1940 en spareafdeling for oprettelse af egne hjem. Indskudskapitalen, der i 1832 udgjorde ca. 87,000 kr., beløb sig pr. 31. marts 1950 til 194 mio. kr., og de samlede reserver var steget til ca. 19 mio. kr. Bortset fra de første år har den største del af sparekassens midler stadig været anbragt mod 1. prioritet i faste ejendomme, såvel beboelsesejendomme som landbrugsejendomme. Prioritetslånene blev ydet på grundlag af vurderinger foretaget af sparekassens egne vurderingsmænd. Sparekassens samlede udlån androg pr. 31. marts 1950 ca. 94 mio. kr. Af sparekassens årlige overskud blev der gennem årene ydet meget betydelige bidrag til velgørende og almennyttige formål. Ledelsen, som i tidens løb flere gange er
blevet omorganiseret, bestod i 1950 af et tilsynsråd på ni medlemmer og en direktion.
Tilsynsrådets formand var i 1950: grosserer Christian Andersen (1870-1959).

## Direktion
Denne liste er ufuldstændig; hjælp gerne med at udfylde den.
- 1899-1919: Hans Jakob Møller (1839-1923)
- 1919-193?: Emil Hammerich Valdemar Søren Bloch (1859-?)
- 1935-19??: H.J. Poulsen (1870-?)
- 1937-1945: C.C. Dybdal (1899-1984)
- 1945-1964: Ejnar Quist (1903-1971), adm. direktør
- 1951-1964: Jens Pedersen (1902-1984), landbrugskyndig direktør (fortsat som adm. direktør i Sparekassen Fyn)